# Flatey, Breiðafjörður
Flatey är en ö i republiken Island.   Den ligger i regionen Västfjordarna, i den västra delen av landet. Ön är 2,5 kilometer lång och 17 kilometer bred. Den är ganska platt. Högsta höjden över havet är 22 meter. Ön kan nås med en färja från Stykkisholmur. På ön finns en kyrka som invigdes 1960. De sista permanentboende invånarna lämnade ön 1967.

## Fågelliv
Flatey är känd för sitt fågelliv. På ön finns smalnäbbad simsnäppa i varje vattensamling. I byn finns mycket snösparv. Invid havet häckar ejder, tobisgrissla, lunnefågel, stormfågel och silvertärna.